# Emil Östreicher
Emil Östreicher (Győr, 2 december 1914 – Boedapest, 20 oktober 1992) was een Hongaars voetbalbestuurder. In dienst van Honvéd en Real Madrid maakte hij naam en faam als een van de succesvolste voetbalmanagers van Europa.

## Carrière

### ETO Győr en Vasas
Östreicher begon zijn carrière na de Tweede Wereldoorlog bij ETO Győr. In die periode legde hij Lajos Baróti vast. In de jaren veertig opende hij tevens een wijnbar in Boedapest genaamd Kis Dongó, waar Rudolf Illovszky en László Kubala vaste gasten waren. Na de sluiting van de wijnbar was hij korte tijd manager van Vasas. Vervolgens kreeg hij een baan bij een sportwinkel.

### Honvéd
In 1952 werd Östreicher penningmeester bij Honvéd en later het hoofd van de voetbalafdeling. In de jaren die volgden maakte het Hongaarse voetbal internationaal furore met de nationale ploeg, die bekend kwam te staan als de Magische Magyaren. De kern van dit team werd gevormd door spelers van Honvéd, waaronder Ferenc Puskás, Sándor Kocsis en Zoltán Czibor.
In 1956 brak als gevolg van anti-Sovjet sentimenten de Hongaarse Opstand uit. Honvéd ontving toestemming uit het chaotische Boedapest te vertrekken om alvast te kunnen afreizen naar Spanje voor een Europacup I-duel tegen Athletic Bilbao. Op weg naar Spanje organiseerde Östreicher een reeks vriendschappelijke wedstrijden om geld te verdienen en zijn spelers fit te houden. Nadat Honvéd verrassend werd uitgeschakeld door Athletic Bilbao besloten de staf en spelers niet terug te keren naar het bezette Hongarije. Hierop besloten de machthebbers de club te ontbinden en Östreicher te ontslaan.

### Wiener SC
Östreicher keerde zijn geboorteland de rug toe en vond onderdak bij Wiener SC. In zijn kielzog tekende ook Puskás een contract bij de Oostenrijkse club, maar vanwege een schorsing mocht hij alleen vriendschappelijke wedstrijden spelen. Het avontuur bij Wiener SC bleek van korte duur. In februari 1958 vertrok Östreicher op voorspraak van Barcelona-vedette Kubala naar Real Madrid.

### Real Madrid

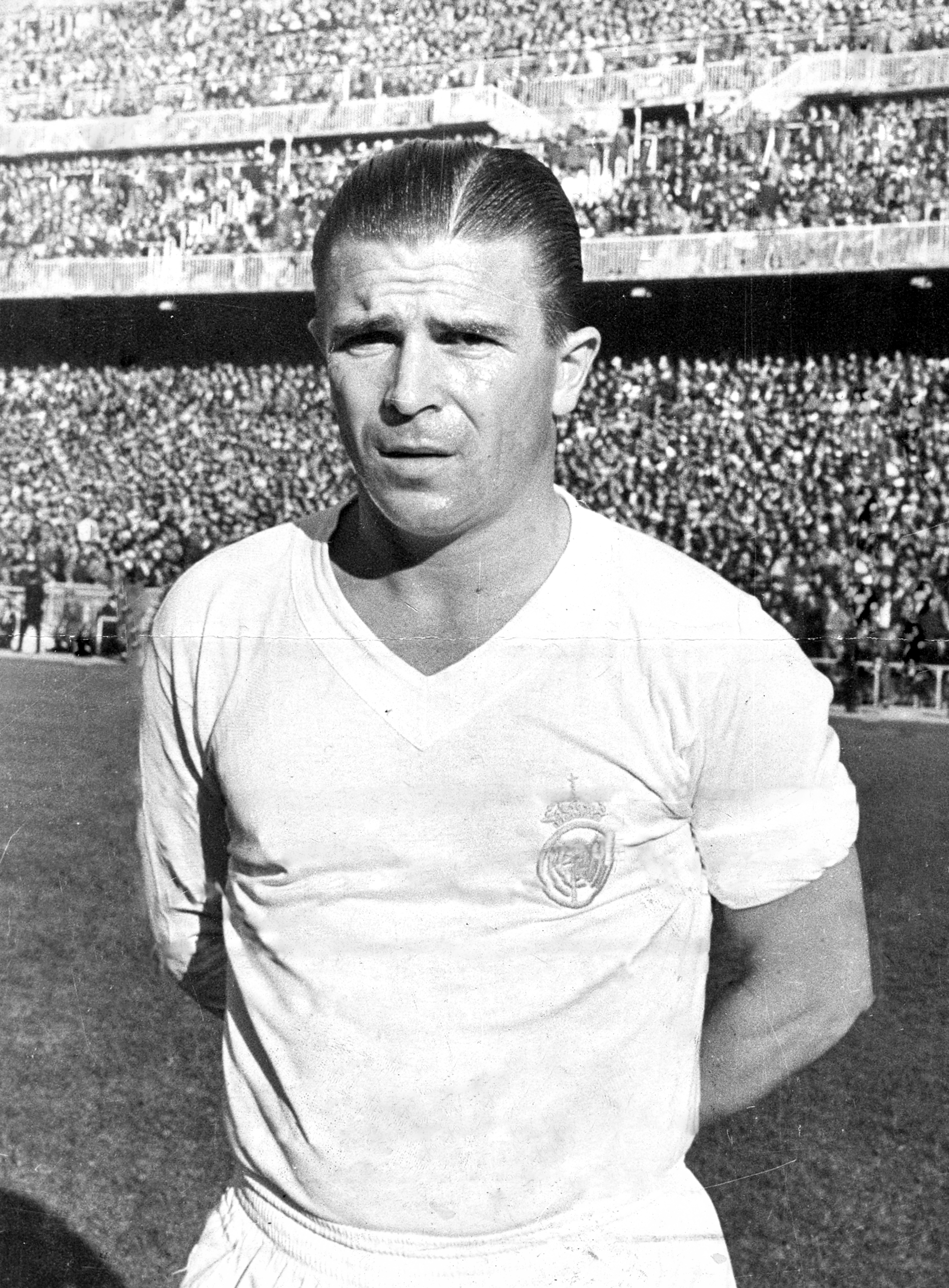
Ferenc Puskás kwam in 1958 op voorspraak van Östreicher naar Real Madrid

Östreicher werd de technisch manager en persoonlijk adviseur van clubvoorzitter Santiago Bernabéu. Op zijn aandringen nam Bernabéu de gok om de hopeloos uit vorm verkerende Puskás te contracteren. De gok pakte goed uit want de Hongaar keerde terug op zijn oude niveau en zou tot aan zijn pensioen in 1967 in gemiddeld bijna iedere wedstrijd blijven scoren. De periode bij Real Madrid vormde het hoogtepunt uit de carrière van Östreicher.
Misschien is hij de beroemdste, de beste, de meest besproken en meest bereisde, de meest ervaren en meest gevreesde voetbalcoach ter wereld: Emil Östreicher. Er zijn nog veel meer bijvoeglijke naamwoorden te bedenken, waar je 'de meest' voor kunt zetten. Ze zijn allemaal op Emil Östreicher van toepassing. Eén overtreffende trap mag er zeker niét bij vergeten worden: hij is ook zonder enige twijfel de duurste. Emil Östreicher is de supercoach van de befaamdste aller voetbalclubs, van het schatrijke Real Madrid, en als dat nóg niet voldoende zegt: hij is de ex-manager van het Hongaarse Honvéd, de 'maker' van weergaloze voetballers als Puskás, Czibor en Kocsis die met zijn matadoren na de novemberrevolutie van 1956 naar Spanje vluchtte.— Het Vrije Volk
In de jaren zestig kocht Östreicher evenals Ferenc Puskás een vakantiehuis in het Zuid-Spaanse vissersdorpje Benidorm, waar hij – terwijl Benidorm zich ontwikkelde tot een populaire vakantiebestemming – ook drie hotels exploiteerde. In zijn hotels ontving hij tal van Hongaarse gasten en voetbalteams op eigen kosten, waaronder het Hongaarse nationale voetbalelftal.

### Torino
In maart 1962 accepteerde Östreicher een financieel aanlokkelijk aanbod om na afloop van het seizoen technisch directeur te worden bij Torino. De Hongaar had zijn landgenoot Puskás graag willen meenemen naar Italië, maar Real Madrid hield dit tegen. Het dienstverband bij Torino was van korte duur. In januari 1963 werd Östreicher al na enkele maanden ontslagen, naar verluidt vanwege de tegenvallende resultaten in de competitie.

### Español
Östreicher keerde terug naar Spanje en vond een nieuw onderkomen bij Español. Een van zijn eerste wapenfeiten als technisch directeur was het vastleggen van Alfredo Di Stéfano in 1964. Na jaren van trouwe dienst wenste Real Madrid niet langer een beroep te doen op de voormalig sterspeler. Bij Español trof Östreicher eveneens zijn landgenoot Kubala, die eerst als voetballer en later als trainer bij de tweede club uit Barcelona fungeerde.

### Valencia
Naderhand werkte Östreicher als technisch directeur bij Valencia. In 1975 moest hij samen met de voorzitter en trainer opstappen na een grote opstand van het publiek. De verontwaardiging van de fans resulteerde in een opeenvolging van gevechten en de constante verschijningen van zakdoeken. De turbulentie was losgebarsten na de transfer van Juan Cruz Sol naar Real Madrid. Dit onverwachte vertrek van een speler die de club tien jaar had gediend maakte de woede los bij de fans. Daarbij kwam dat de komst van nieuwe spelers van een laag niveau was, met Lleida en Ocampo, een Zuid-Amerikaans stel, als dieptepunt. De opstand eindigde met het vertrek van de voorzitter en het ontslag van de coach. Het domino-effect had ook zijn weerslag op Östreicher, die als technisch directeur verantwoordelijk was voor het transferbeleid. Een van zijn laatste wapenfeiten was het vastleggen van Johnny Rep van Ajax.

### Schalke 04
Östreicher trok zich terug in Benidorm, waar hij in het voorjaar van 1977 de voorzitter van Schalke 04 Karl-Heinz Hütsch leerde kennen. Hütsch was onder de indruk van de staat van dienst van Don Emilio en stelde hem aan als zijn persoonlijk adviseur. Östreicher beloofde Schalke een gouden toekomst en ronde de ene na de andere transfer af, waaronder die van Nederlands international Wim Suurbier, Zweeds international Lennart Larsson en Duits international Manfred Ritschel. De drie aankopen wisten echter niet te overtuigen. Begin maart 1978 werd Hütsch het slachtoffer van een interne opstand en vervangen door zijn voorganger Günter Siebert. Siebert ontdekte dat Östreicher geen contract had bij Schalke 04, maar alleen een persoonlijke overeenkomst met Hütsch. Na die ontdekking moest de Hongaar meteen vertrekken.

### Elche
In 1981 was Östreicher korte tijd manager bij het Spaanse Elche.

### Hongarije
Östreicher was van 1982 tot en met 1986 de technisch directeur van het Hongaarse voetbalelftal. In die periode nam de ploeg deel aan het WK voetbal van 1982 en het WK voetbal van 1986. Östreicher organiseerde voor de ploeg de speelkalender en de trainingskampen, waaronder die in Benidorm.

## Persoonlijk
Östreicher was tijdens zijn schooltijd in Győr een verdienstelijk sporter. Hij nam deel aan wedstrijden op het gebied van kunstschaatsen en roeien. De Hongaarse sportkrant Nemzeti Sport schreef voor het eerst over hem in januari 1931, toen hij een goed resultaat behaalde in een kunstschaatswedstrijd van de middelbare school.
Östreicher trad pas op zijn veertigste in het huwelijk met Margit Eperjessy. Ze was een meervoudig Hongaars roeikampioen. Eperjessy overleed in 1989 in Madrid. Östreicher bleef na haar overlijden in Spanje wonen maar bezocht ook regelmatig zijn geboorteland. Op 20 oktober 1992 overleed hij na een lang ziekbed in Boedapest.